# Traité toutes armes
Pour les articles homonymes, voir TTA.
 (mars 2011).
Si vous disposez d'ouvrages ou d'articles de référence ou si vous connaissez des sites web de qualité traitant du thème abordé ici, merci de compléter l'article en donnant les références utiles à sa vérifiabilité et en les liant à la section « Notes et références ».
Le Traité toutes armes (ou TTA) est un ensemble de documents règlementaires généraux de l'armée de terre française. 
Ceux-ci sont complétés par des instructions spécifiques pour chaque arme :
- INF pour « infanterie »,
- GEN pour « génie »,
- ART pour « artillerie »,
- ABC pour « arme blindée cavalerie ».

## Publications
- TTA 101 : Règlement de discipline générale
- TTA 102 : Règlement du service intérieur
- TTA 103 : Règlement de service de garnison
- TTA 104 : Règlement de l'ordre serré et des prises d'armes
- TTA 105 : Règlement du service en campagne
- TTA 106 : Manuel d'emploi de termes, sigles et signes conventionnels graphiques
- TTA 107 : Carnet de chants
- TTA 110 : Manuel LATTA (Lutte Anti Aérienne)
- TTA 115 : Notice de survie au combat
- TTA 116/1 : Mémento des mesures de sécurité applicables dans l'armée de terre
- TTA 119/1 : Notice sur la prévention et la lutte contre l'incendie (tome 1)
- TTA 122 : L'action du commandement dans la maîtrise du stress
- TTA 140 : Formation toutes armes
- TTA 150 : Manuel du Sous-Officier se compose de 20 tomes (topographie, armement, transmissions combat, etc.)
- TTA 153 : Manuel de mises en œuvre du processus des missions globales
- TTA 166 : Manuel à l'usage des forces employées outre-mer
- TTA 190 : Manuel de secourisme
- TTA 193 : Manuel de pédagogie militaire
- TTA 203 : Manuel d'instruction du tir aux armes légères
- TTA 207 : Règlement de sécurité au tir
- TTA 303 : Règlement sur la formation des conducteurs et des pilotes des véhicules militaires[1]

- TTA 601 : Manuel de défense NBC (tome 1)
- TTA 621/1 : Instruction sur la défense NBC (planches)
- TTA 627 : Fiches d'instruction sur la défense NBC
- TTA 628 : Mémento de défense NBC
- TTA 704 : Règlement sur les opérations de déminage.
- TTA 705-GEN 301 : Memento sur les explosifs et les destructions
- TTA 707 : Memento sur le contre-minage
- TTA 808 : Ennemi d'instruction
- TTA 925 : Manuel de droit des conflits armés

- ABC 101 : Manuel d'emploi du char AMX 30 B2
- ABC 102 : Manuel d'emploi du char AMX 10 RC
- ABC 111 : Manuel d'emploi du char LECLERC

- INF 202 : Manuel d'emploi de la section d'infanterie
- INF 203 : Manuel d'emploi de la section appui
- INF 213 : Emploi de l'infanterie en zone urbanisée

- GEN 100 : Concept d'emploi du Génie en opérations
- GEN 131 : Manuel d'emploi du groupe MLF
- GEN 151 : Memento des principaux matériels du Génie
- GEN 302 : Memento sur les mines et systèmes de déminage
- GEN 701 : Memento de manœuvres de force du Génie